# Panzerzug Ochotnik
Der Panzerzug Ochotnik (deutsch: Freiwilliger) war ein improvisierter polnischer Panzerzug aus der Zeit des Polnisch-Sowjetischen Krieges von 1919.

## Geschichte
In Lwiw wurde ein neuer Panzerzug aus verbesserten und gewarteten Kampfwagen zusammengestellt. Dieser erhielt die Nummer 27 und später den Beinamen Ochotnik.

## Technische Daten

### Lokomotive

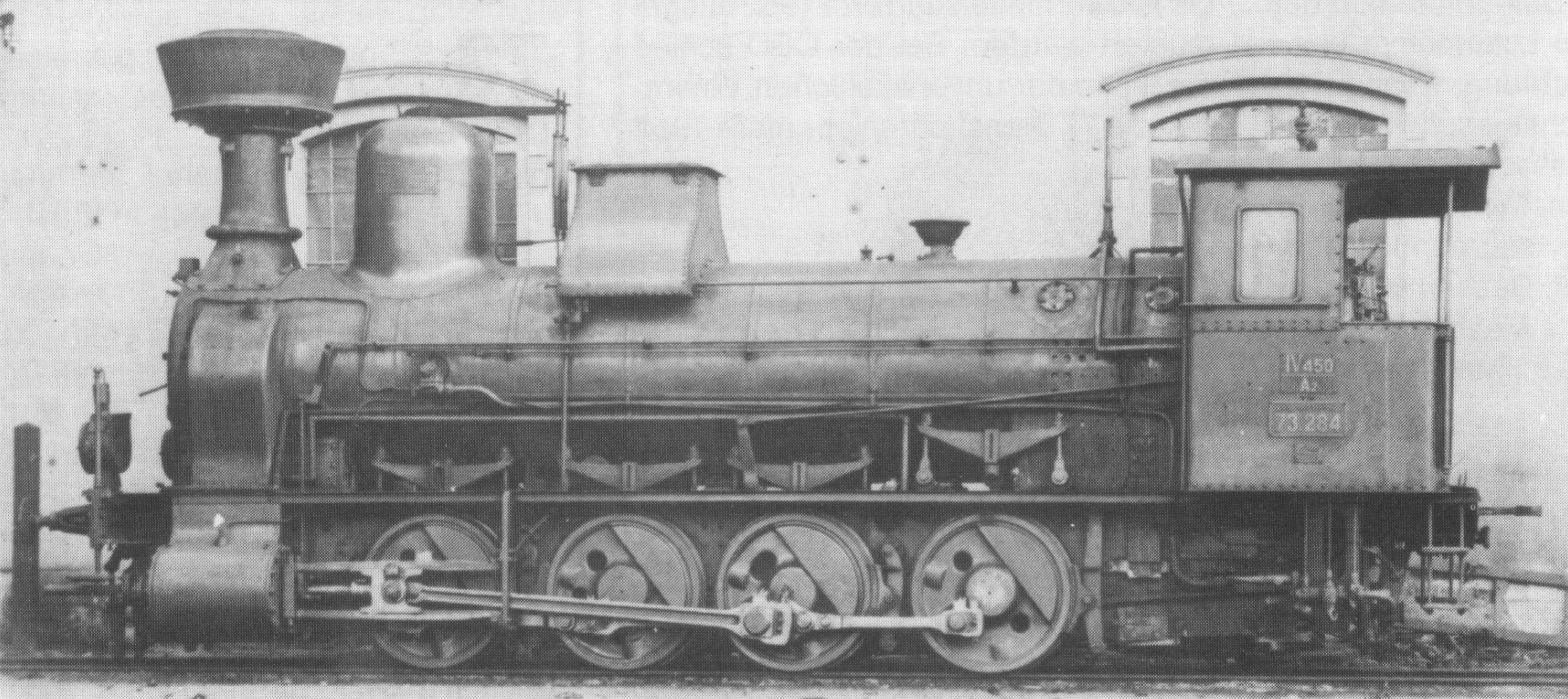
Ungepanzerte Dampflokomotive vom Typ kkStB 73

Die Dampflokomotive des Panzerzug Ochotnik war eine Güterzug-Schlepptenderlokomotive vom Typ kkStB 73. Diese wurde 1919, während der Erstellung des Panzerzuges, in Nowy Sącz komplett gepanzert. Die Dampflokomotive wurde 1896 in der Wiener Neustädter Lokomotivfabrik mit der Werksnummer WrN 3942/1896 gebaut und als 73.235 von den k.k. österreichischen Staatsbahnen übernommen. Als die Dampflokomotive nach dem Ende des Ersten Weltkrieges an Polen übergeben wurde, erhielt sie die Bezeichnung Tp15-113.

### Artilleriewagen
Der Panzerzug Panzerzug Ochotnik verfügte im Oktober 1920 über zwei Artilleriewagen. Jeder dieser Wagen war mit einer österreichischen 8-cm-Kanone ausgerüstet. Einer dieser Artilleriewagen stammte vom ehemaligen Panzerzug Pionier. Dies war ein zweiachsiger Kohlewagen vom Typ A6 Omk. Im hinteren Teil hatte der Wagen einen gepanzerten Aufbau mit Dach und mehreren Schießscharten. Im vorderen Teil des Wagens war die Kanone in einem gepanzerten Turm untergebracht. Damit die Kanone einen besseren Schwenkbereich nach unten hatte, wurde ein Teil der ehemaligen Wand des Güterwagen zerschnitten und verkürzt.

### Maschinengewehrwagen
Der Panzerzug Panzerzug Ochotnik verfügte über mehrere Maschinengewehrwagen. Insgesamt waren im Panzerzug elf russische, sechs deutsche und ein österreichisches Maschinengewehr untergebracht. Diese Wagen waren alte Güterwagen, welche erneuert und mit einem gepanzerten Dach ausgerüstet wurden.
Auf dem Dach eines dieser Wagen wurde ein drehbarer Geschützturm mit einem Maschinengewehr eingebaut. Dieser hatte die Seriennummer Grf 112 288 und stammte vom Panzerzug Odsiecz II. Es war ein ehemaliger gedeckter Güterwagen, dessen Wände mit Sandsäcken und Holz im Inneren gepanzert wurden.

## Einsatz
Über einen Einsatz des Panzerzuges sind keine Informationen bekannt.

## Zugpersonal
- Zugkommandant Leutnant Władysław Kozak[1][2]
- Maschinengewehrkommandant Oberleutnant Józef Hrycykiewicz
- Personaloffizier Oberleutnant Wojciech Pawłowicz